# Bathypogon testaceovittatus
Bathypogon testaceovittatus är en tvåvingeart som först beskrevs av Macquart 1855.  Bathypogon testaceovittatus ingår i släktet Bathypogon och familjen rovflugor. Inga underarter finns listade i Catalogue of Life.